# الماس داغ
الماس داغ (انگلیسی: The Hot Rock) یک فیلم جنایی کمدی-درام آمریکایی است که در سال ۱۹۷۲ منتشر شد.

## داستان
در سال ۱۹۷۱، پس از آن‌که جان دورتموندر تازه‌ترین دوران محکومیتش در زندان را پشت سر می‌گذارد، با پیشنهاد یک سرقت تازه از سوی شوهرخواهرش، اندی کلپ، روبه‌رو می‌شود. دکتر آموسا خواهان بازگرداندن یک جواهر ارزشمند از موزه بروکلین است که برای مردم کشورش در آفریقا اهمیت زیادی دارد؛ جواهری که در دوران استعمار به سرقت رفت و سپس چندین‌بار توسط کشورهای آفریقایی مختلف دوباره دزدیده شد.
دورتموندر و کلپ با راننده‌ای به نام استن مِرچ و کارشناس مواد منفجره، آلن گرینبرگ، همراه می‌شوند تا نقشه‌ای پیچیده برای دزدیدن این جواهر طراحی کنند. با اینکه نقشه (و هر نقشه بعدی) با دقت طرح‌ریزی می‌شود و هزینه‌ها هم مدام بالا می‌رود، اما همیشه چیزی خراب می‌شود و گروه ناچار می‌شود بار دیگر جواهر را بدزدد.
در اولین سرقت، گرینبرگ که تنها دستگیر می‌شود، جواهر را می‌بلعد. دورتموندر، کلپ و مرچ به اصرار پدر چاق وکیل‌اش، ایب گرینبرگ، او را از زندان ایالتی فراری می‌دهند، اما درمی‌یابند که او جواهر را ندارد. گرینبرگ به آن‌ها می‌گوید که پس از دفع آن، جواهر را در ایستگاه پلیس پنهان کرده است. چهار نفر با بالگرد وارد زندان همان ایستگاه می‌شوند، اما جواهر آنجا نیست. گرینبرگ فاش می‌کند که تنها کسی که از مکان جواهر اطلاع دارد، پدرش ایب بوده است.
سرانجام، مرچ که خود را به شکل مرد قوی‌هیکل و غرّانی به نام «چیکن» درآورده، ایب را تهدید می‌کند که او را از چاه آسانسور پایین خواهد انداخت. ایب محل جواهر را لو می‌دهد: صندوق اماناتی که کلید آن را هم تحویل می‌دهد. اما دورتموندر نمی‌تواند به‌دلیل تدابیر امنیتی بانک، به آن دست یابد و اعضای گروه، ایب را در دفتر دکتر آموسا رها می‌کنند تا نقشه تازه‌ای بریزند.
با کمک هیپنوتیزم‌کننده‌ای به نام میازمو، دورتموندر صندوق امانات خودش را باز می‌کند تا به گاوصندوق بانک دسترسی یابد و سپس قصد دارد با گفتن رمز هیپنوتیزم‌شده «افغانستان بنانا استند» به مأمور نگهبان، به صندوق ایب دسترسی پیدا کرده و جواهر را برباید.
درحالی‌که دورتموندر منتظر باز شدن بانک است، باقی اعضای گروه به دعوت دکتر آموسا با او دیدار می‌کنند. آموسا آن‌ها را به‌دلیل بی‌کفایتی اخراج می‌کند و فاش می‌سازد که ایب گرینبرگ به‌طور جداگانه توافقی کرده تا جواهر را به او بفروشد؛ چیزی که گروه دورتموندر را بی‌نصیب خواهد گذاشت.
دورتموندر سرانجام جواهر را از بانک بیرون می‌آورد، در همان لحظه‌ای که آموسا و ایب با لیموزین به بانک نزدیک می‌شوند. او پیش از رسیدن آن‌ها از بانک بیرون می‌آید و در خودروی کلپ که اعضای گروه در آن منتظرند، سوار می‌شود. اعضای گروه با شادی به استقبال او می‌روند و در حالی‌که فریاد شوق سر داده‌اند، از محل دور می‌شوند.

## بازیگران
- رابرت ردفورد
- جرج سیگال
- ران لیبمن
- موزس گان
- زیرو موستل
- ویلیام ردفیلد
- کریستوفر گست
- گراهام جارویس
- شارلوت را